# 鄭漢 (臺灣)
鄭漢（1947年2月20日—1965年9月2日），臺灣苗栗縣造橋鄉談文村人，在中港溪救兩名溺水學童而殉身，因此談文車站附近丘陵立有稱為「蠟燭人」的鄭漢紀念碑，由建築師修澤蘭所設計，並且鋪設鄭漢步道。

## 生平
鄭漢為1947年2月20日生於談文村，為照南磚瓦廠瓦公鄭塗之子，大姐鄭月英、二弟鄭登山、三弟鄭坤山、四弟鄭國濱
。家庭以三七五減租領來的五分耕地過活。鄭漢1959年造橋國校畢業，就讀後龍初中二年時休學以農作幫忙家務。他長相眉清目秀，身材約177公分高，鄰里都稱作「大目仔」。談文村村長張萬海回憶，鄭漢很熱心，一次一位農民因噴射農藥中毒，大家慌亂不知所措，只有鄭漢一聲不響跑到這位農民親戚家找人推單車載到醫院急救。
早年中港溪各段築有攔水壩，形成較深的水池，因此成為孩童遊玩的去處。1965年9月2日下午，鄭漢邀十七歲的張澄洲去中港溪流域的談文農地重劃區，兩人坐在蛇籠砌成的丁壩上看人用網捕魚、小孩戲水。當時下午4點，中港溪值退潮時，學童陳勝興被捲入急流，高聲呼救，另一學童林錦松前往施救，惟因體弱不堪於溺者糾纏，二人均陷於危困。據張澄洲追述，鄭漢就跳水將這兩位談文國小（今談文國小）學童救起，可是鄭漢一直沒有鑽出水面，直到鄭漢舅父黃登傳將他拖出水時已溺死，頭上有被蛇籠粗鐵絲刺得很深的洞。

## 身後
1966年8月22日，鄭漢塑像在談文車站左側縱貫公路旁地山頂舉行破土典禮，由救國團苗栗團委會主任委員吳德楣主持，縣長林為恭致詞、苗縣各界人士前往觀禮。1967年11月25日，舉行落成典禮，救國團總團部陳壽昌組長揭幕，苗栗縣各界首長及青年學生代表前往觀禮。
建地100坪為由竹南籍旅日台僑方俊明購買與兄弟方俊誠一同捐贈。澤群建築事務所設計的紀念碑造型，以「燃燒自己而照明他人」的概念作成「蠟燭人」像，蠟燭前的兩點蠟淚代表鄭漢救了兩個人。像高18公尺，寬7公尺。工程費新台幣8,7000元，由裕欽營造廠承建，石油公司捐贈鋼筋水泥，國軍四七七九部隊負責搬運砂石並支援軍工，並敦請內政部長徐慶鐘等人題字紀念。
在1960年代，救溺身亡而立像的還有林添禎、簡金墻、蕭曜友、韋啟承、李再春等。
鄭漢紀念像距育達科技大學數百公尺的山頂，也是造橋鄉的知名地標，經海線鐵路及台1線的旅客都看見，好似鄭漢守護著山腳下的中港溪，鄭塗說他每年都會上山探視。在該碑可往下看到中港溪兩岸的阡陌良田、日式木屋造型的談文火車站、造橋自然生態公園、竹南紅樹林自生態保留區、及稍遠處的頭份。此外，臺鐵軌道旁立銅像的有唐高。
日久，通往鄭漢碑的原道路逐漸隱沒在荒煙蔓草中。2002年3月27日，育達通識教育中心副教授黃服賜帶著選修「文化與社區」通識課程的學生，整理鄭漢紀念碑周邊環境。此舉措引起當地談文社區父老的共鳴，鄉長張雙旺聞訊後，決心從學院附近開闢一條健行步道到紀念碑，遂和談文社區長青會長林錫源、鄭塗等人再度上山勘察可能的路線。縣府補助一百多萬元，從附近產業道路鋪設700多公尺長的枕木步道，重新整頓紀念碑周邊環境。地主江能興則提供私人土地，供健行步道穿越。遊客至台1線南下102公里處，接錫源路繼行大約400公尺，即可抵達此步道入口。2003年5月29日，造橋鄉公所結合育達休閒事業管理系舉辦第二屆造橋觀光節活動，由張雙旺會同休閒事業管理系助理教授何致中等師生五十多人，在枕木登山口揭開鄭漢步道指示牌。
2007年報導，鄭漢母親鄭黃顏妹已八旬，依然很想念兒子。鄭塗表示老伴有高血壓、腳沒力氣，因此多年來未曾上山看過紀念碑，他未了的心願就是載著老伴一塊上山，不過礙於無路可騎機車或開車，他非常企盼政府能開條道路直抵山頂，完成兩老的小小心願。
- 當地苗栗客運站牌鄭漢碑以紀念碑為名。
- 刻有生卒與出生地的碑誌。
- 碑址可遠眺談文車站、頭份。